# جک اینسلی
جک اینسلی (انگلیسی: Jack Ainsley؛ زادهٔ ۱۷ سپتامبر ۱۹۹۰) بازیکن فوتبال اهل بریتانیا است.
از باشگاه‌هایی که در آن بازی کرده‌است می‌توان به باشگاه فوتبال هیستون، باشگاه فوتبال لوستوفت، باشگاه فوتبال چلمزفورد سیتی، و باشگاه فوتبال ایپسویچ تاون اشاره کرد.
وی همچنین در تیم ملی فوتبال زیر ۱۷ سال انگلستان بازی کرده‌است.